# Lhok Me
Lhok Me is een bestuurslaag in het regentschap Pidie van de provincie Atjeh, Indonesië. Lhok Me telt 257 inwoners (volkstelling 2010).